# Non capiva che l'amavo
Non capiva che l'amavo è un brano musicale scritto da Paolo Meneguzzi, Dino Melotti e Rosario Di Bella, e presentato da Meneguzzi al Festival di Sanremo 2005. Il brano viene eliminato la quarta serata e non si classifica per la serata finale. Tuttavia il singolo ottiene un buon successo discografico, arrivando fino alla settima posizione dei dischi più venduti in Italia e rimanendo in top 20 per oltre due mesi.

## Tracce
1. Non capiva che l'amavo – 3:30
2. Una regola d'amore – 3:13
3. Non capiva che l'amavo (Instrumental) – 3:30

## Classifica
| Classifica (2005) | Posizione massima |
| ----------------- | ----------------- |
| Italia            | 7                 |